# Onthophagus albipodex
Onthophagus albipodex là một loài bọ cánh cứng trong họ Bọ hung (Scarabaeidae).